# Tchien-men-šan
Tchien-men-šan neboli hora Tchien-men (čínsky pchin-jinem Tiānmén Shān, znaky tradiční 天門山; česky Hora Nebeské Brány) se nachází v národním parku Tianmen Mountain v Čang-ťia-ťie v severozápadní části provincie Chu-nan v Číně.

## Hora
V roce 2005 byla na vrcholu hory francouzskou společností Poma postavena lanovka z nedaleké železniční stanice Čang-ťia-ťie. Horská lanovka Tchien-men je v turistických publikacích považována za „nejdelší osobní lanovku ve vysokých horách na světě“. Má 98 vozů, celkovou délku 7 455 metrů a stoupání 1 279 metrů. Nejvyšší sklon je 37 stupňů. Turisté si mohou projít kilometry stezek postavených podél skalní stěny na vrcholku hory a mohou si i projít části stezek, které mají skleněnou podlahu. Na vrcholek hory vede i 11kilometrová silnice Tchung-tchien Avenue s 99 zatáčkami, která zavede návštěvníky do přírodního oblouku v hoře o výšce 131,5 metrů. Podobně jako název hory se pojmenování jeskyně překládá jako „Nebeské dveře" (天门) a vede k ní 999schodový vstup známý jako „Schodiště do nebe“.
Chrám Tchien-men-šan se nachází na vrcholu, kam se lze dostat pomocí sedačkové lanovky nebo pěšky. Původní chrám byl postaven v době dynastie Tchang a zničen během první poloviny 20. století. Když se v roce 1949 blížila čínská komunistická revoluce ke konci, začala stavba nového chrámu s architekturou dynastie Tchang; chrám dnes stojí na upravené ploše o rozloze 2 hektarů.
V roce 2007 na útes pod obloukem vyšplhal Alain Robert. Na útes vyšplhal holýma rukama a bez jištění. Jeho čin je zde připomínán pamětní deskou.
World Wingsuit League zde uspořádala první a druhé mistrovství světa ve wingsuit létání. Dne 8. října 2013 při zkušebním seskoku při druhém mistrovství světa zemřel účastník Viktor Kováts, když se mu neotevřel padák.
V srpnu roku 2016 se pro veřejnost otevřela skleněná cesta s výhledem na Tchung-tchien Avenue, anglicky nazývaná „Coiling Dragon Cliff“ (česky doslova „Stočený dračí útes“).
V září 2016 Ital Fabio Barone se svým Ferrari 458 Italia vytvořil první rychlostní světový rekord na Tchung-tchien Avenue, když překonal tuto téměř 11kilometrovou trasu za 10 minut a 31 sekund.
V dubnu 2023 zemřeli 4 lidé při skupinové sebevraždě na jedné z vyhlídkových cest na hoře Tchien-men. Tři muži skočili ze západní vyhlídkové stezky ve výšce zhruba 1 430 metrů. Čtvrtá ženu před skokem zastavili, ale přesto zemřela kvůli požití jedu.

## Galerie

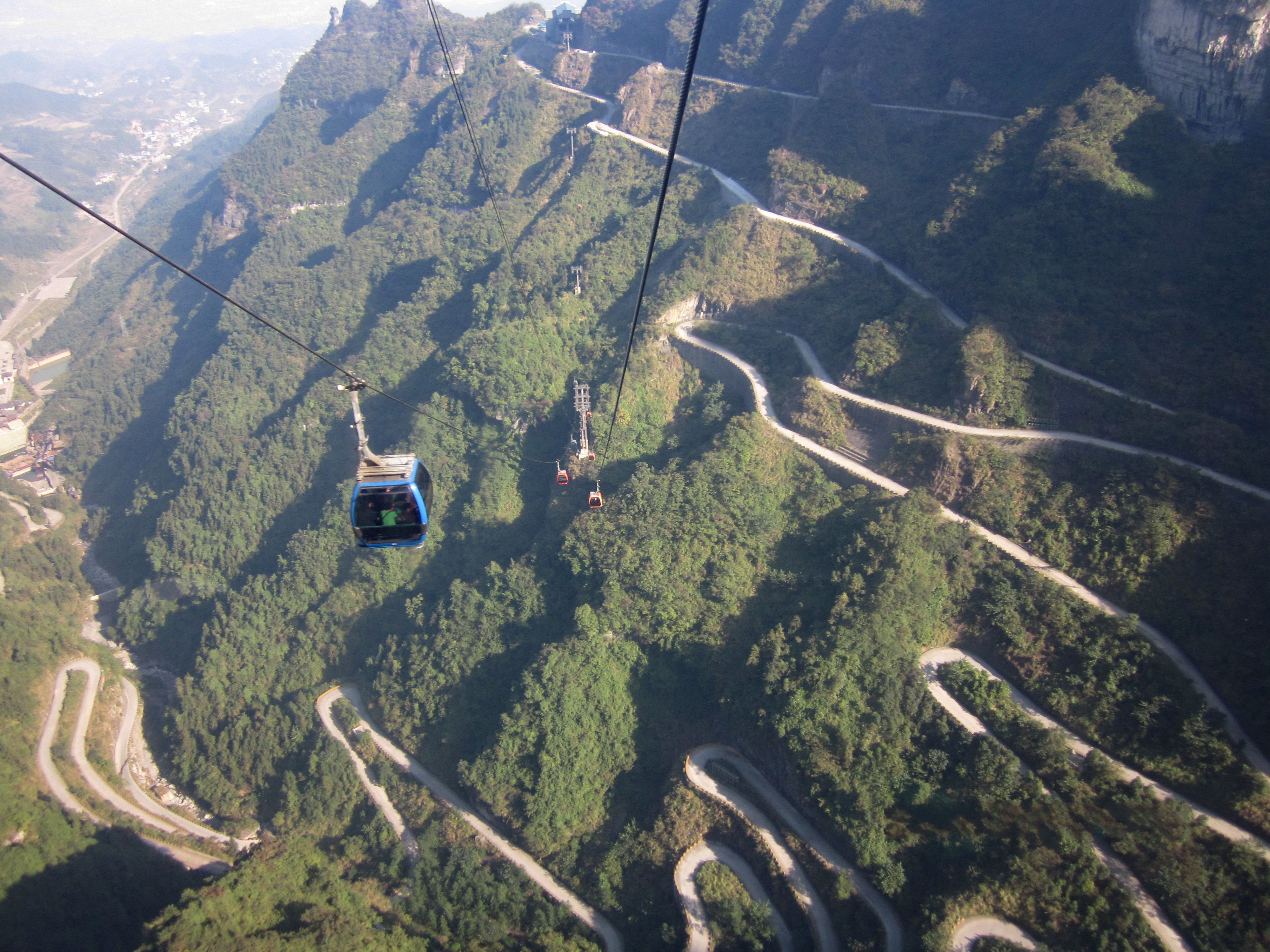
Pohled na Heaven-Linking Avenue z lanovky
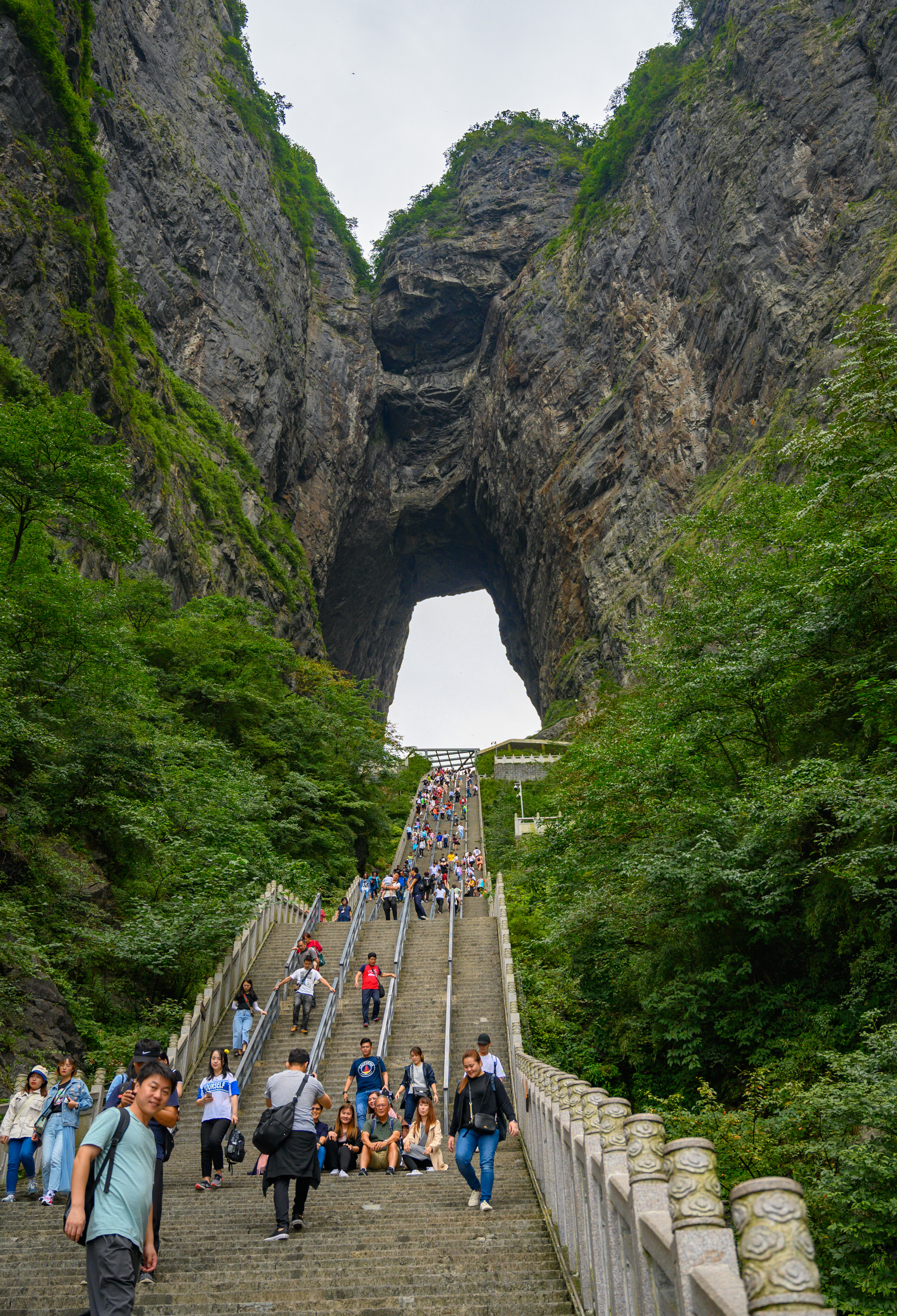
Pohled na přírodní oblouk a schodiště vedoucí k němu
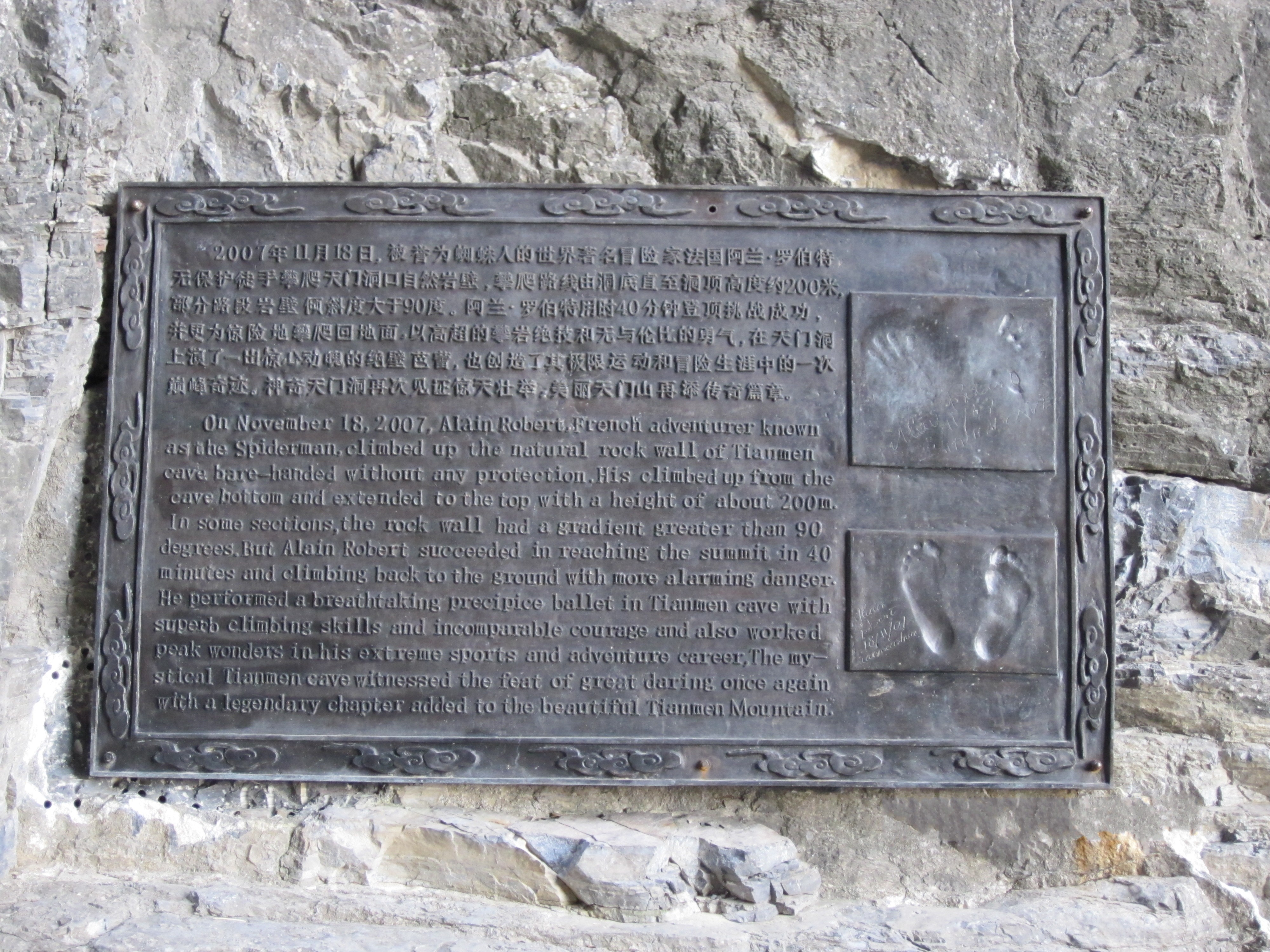
Pamětní deska připomínající výstup Alaina Roberta
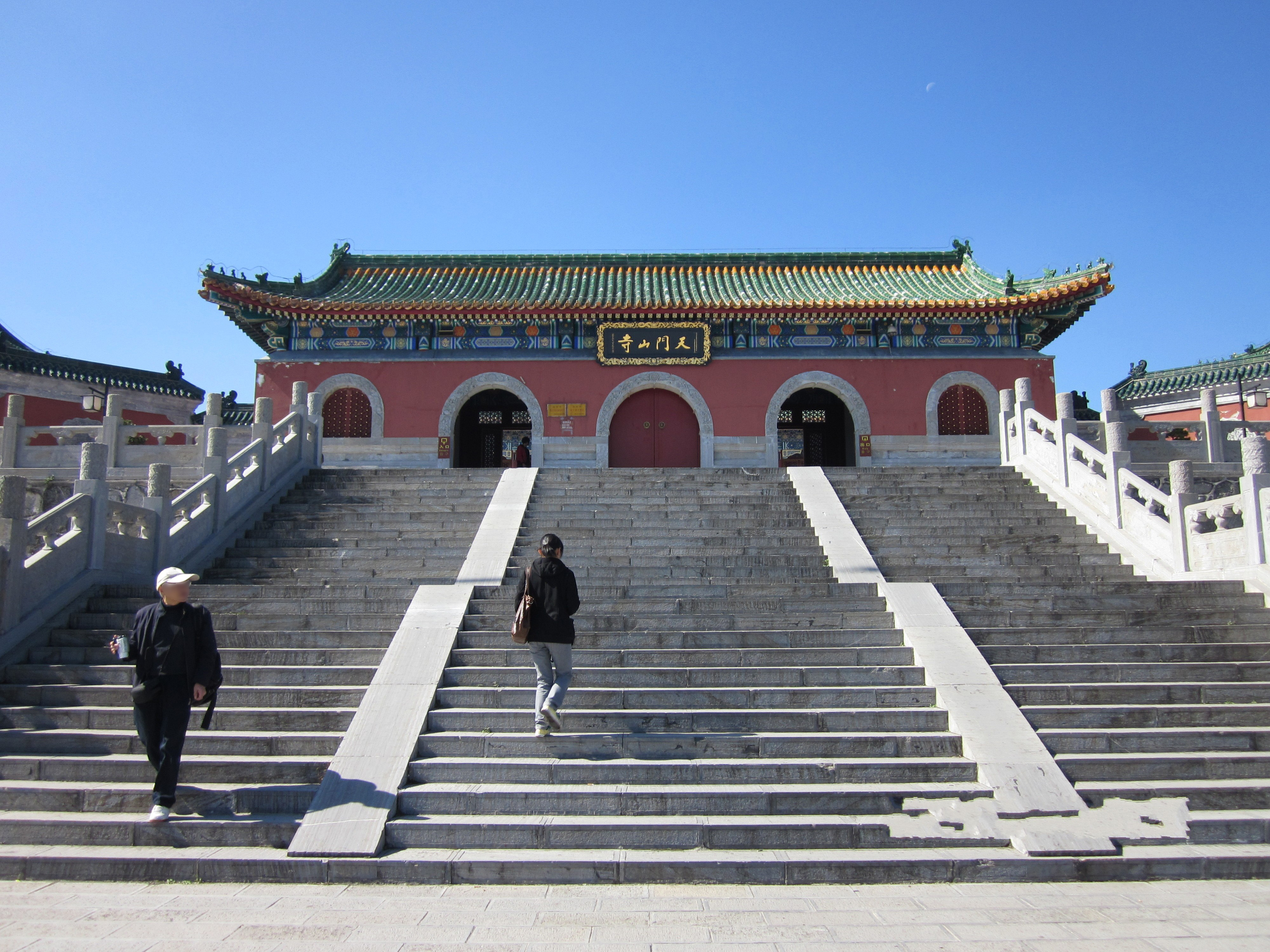
Chrám Tchien-men-šan
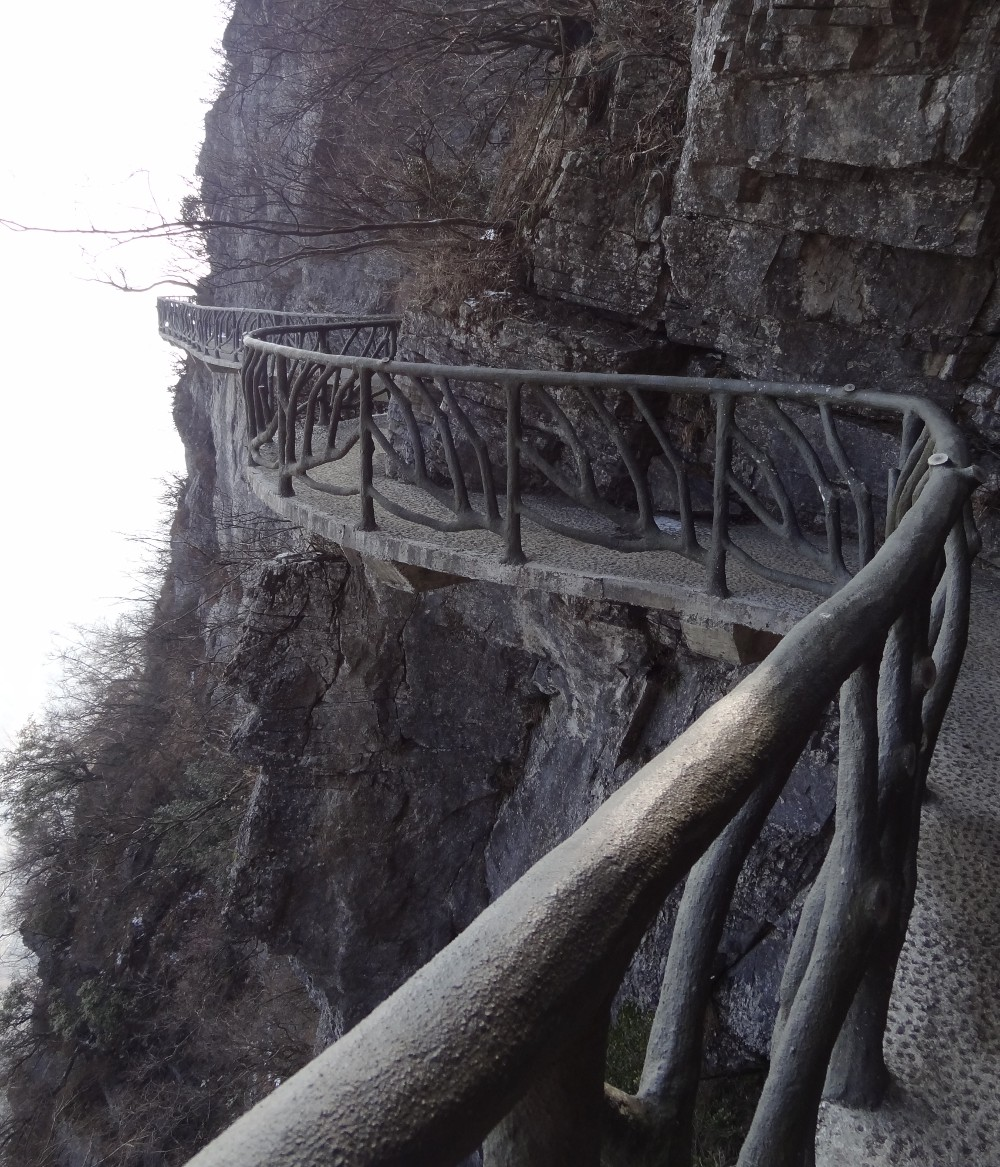
Cesta na útesu, která obklopuje vrchol hory
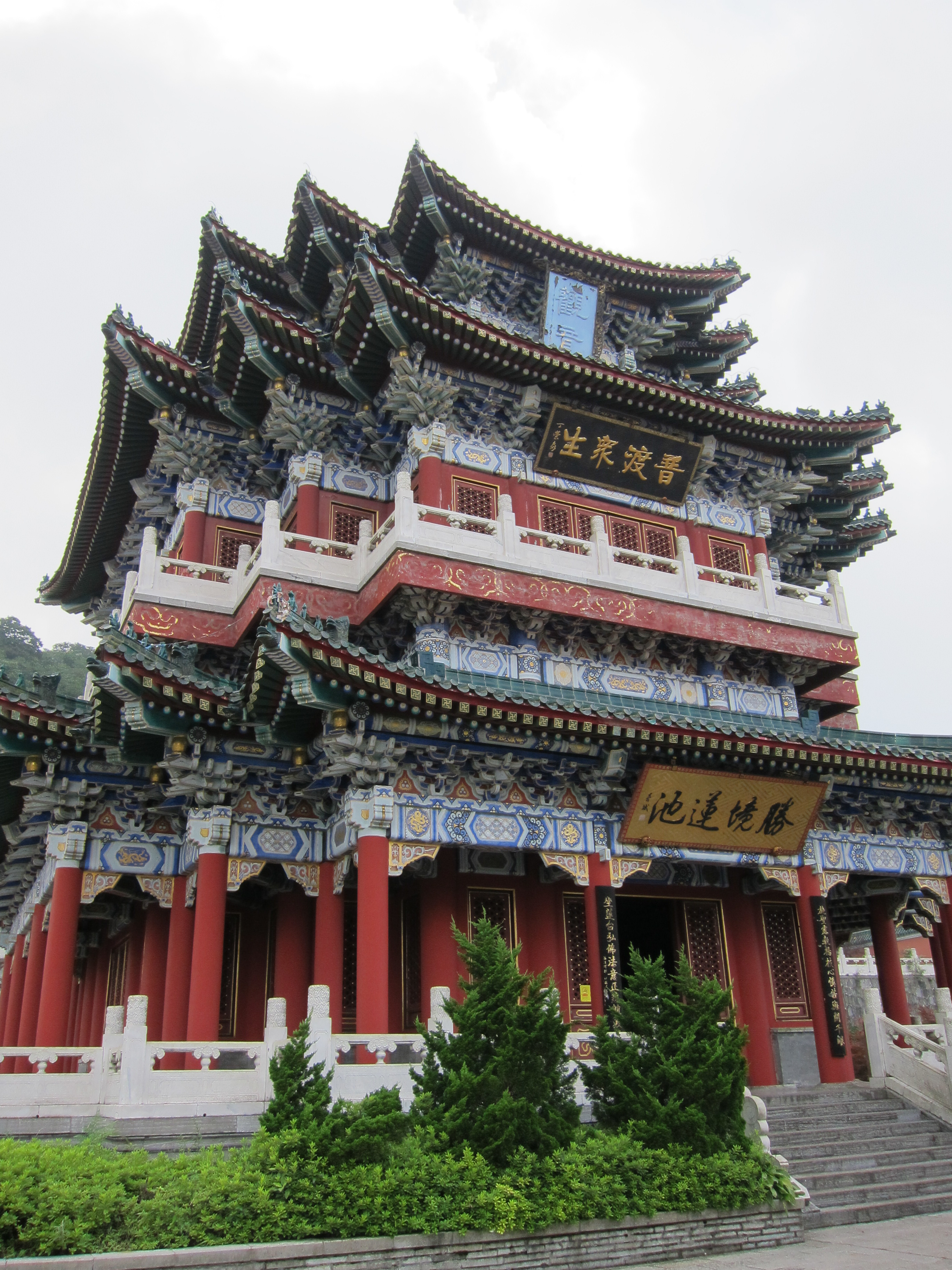
Pavilon Kuan-jin v chrámu Tchien-men-šan
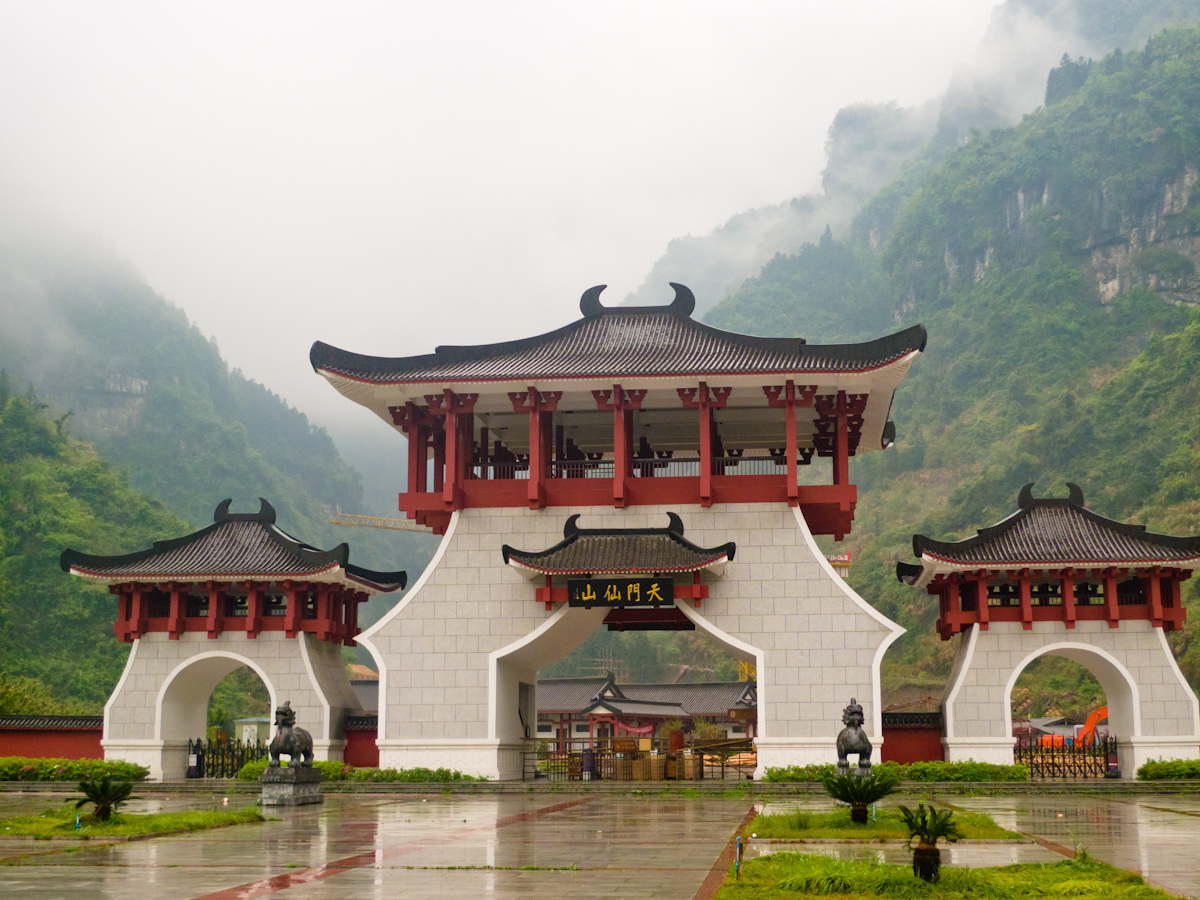
Vstup do národního parku Tianmen Mountain